# Indigofera jindongensis
Indigofera jindongensis är en ärtväxtart som beskrevs av Y.Y.Fang och Chao Zong Zheng. Indigofera jindongensis ingår i släktet indigosläktet, och familjen ärtväxter. Inga underarter finns listade i Catalogue of Life.